# Hov község
Hov község (feröeriül: Hovs kommuna) egy község Feröeren. Suðuroy keleti részén fekszik. A Føroya Kommunufelag önkormányzati szövetség tagja.

## Történelem
A község 1920-ban jött létre Porkeri egyházközségből való kiválással.

## Önkormányzat és közigazgatás

### Települések
| Település | Népesség | Mióta a község része | Előző község   | Megjegyzés         |
| --------- | -------- | -------------------- | -------------- | ------------------ |
| Hov       | 104      | 1920                 | Porkeri község | A község székhelye |

### Polgármesterek
- Delmar Tausen ( – 2008/2009 – )[4][5]

## Népesség
| Év              | Lakosság |
| --------------- | -------- |
| 1986. január 1. | 149      |
| 1991. január 1. | 168      |
| 1996. január 1. | 136      |
| 2001. január 1. | 117      |
| 2006. január 1. | 127      |